# داء مزيل للميالين
داء مزيل للميالين (بالإنجليزية: Demyelinating disease)‏ هو أي مرض في الجهاز العصبي يتلف فيه غمد المايلين للخلايا العصبية. هذا الضرر يضعف توصيل الإشارات في الأعصاب المصابة. بدوره، يؤدي الانخفاض في قدرة التوصيل إلى نقص في الإحساس، الحركة، الإدراك أو وظائف أخرى اعتمادا على الأعصاب المعنية.
يمكن أن تحدث أمراض إزالة الميالين بسبب الوراثة، العوامل المعدية، ردود فعل المناعة الذاتية وعوامل أخرى غير معروفة. تشمل الأسباب المقترحة لإزالة الميالين العوامل الوراثية، العوامل البيئية كالإصابة بعدوى فيروسية أو التعرض للمواد الكيميائية. يمكن أن يؤدي التسمم بالفوسفات العضوي بالمبيدات الحشرية التجارية كتقنية غمس الأغنام بالمبيدات ومبيدات الحشائش ومستحضرات معالجة البراغيث للحيوانات الأليفة إلى إزالة الميالين من الأعصاب. قد يؤدي التعرض المزمن لمضادات الذهان إلى إزالة الميالين. يؤدي نقص فيتامين بي12 إلى إزالة الميالين.
تصنف الأمراض المزيلة للميالين تقليديًا إلى نوعين: أمراض تصلب الميالين المنتشر المزيلة للميالين وأمراض حثل المادة البيضاء المزيلة للميالين. في المجموعة الأولى، يُدمر الميالين الطبيعي والسليم بواسطة مادة سامة أو كيميائية أو بآلية مناعية ذاتية. في المجموعة الثانية، يكون الميالين غير طبيعي ويتنكس. أُعيدت تسمية المجموعة الثانية بأمراض خلل الميالين حسب معايير بوزر.
أشهر مثال لمرض مزيل للميالين هو التصلب المتعدد، أظهرت الأدلة أن جهاز المناعة في الجسم مسؤول جزئيًا على الأقل. من المعروف أن خلايا الجهاز المناعي التكيفي المعروفة بالخلايا التائية تتواجد في موقع الآفات. وثمة خلايا أخرى في الجهاز المناعي تسمى البلاعم الكبيرة تساهم في حدوث الضرر (وربما أيضًا الخلايا البدينة).

## العلامات والأعراض
تختلف الأعراض والعلامات الموجودة في الأمراض المُزيلة للميالين من حالة إلى أخرى. يمكن أن تظهر هذه الأعراض والعلامات في الشخص المصاب بمرض مُزيل للميالين:
- تشوش رؤية مزدوج (ازدواج الرؤية)
- رنح
- رمع
- رتة
- إعياء
- خَرق
- شلل اليد
- خزل شقي
- خدر المنطقة التناسلية
- عدم الاتساق
- تشوش الحس
- شلل بصري (شلل العصب القحفي)
- ضعف التنسيق العضلي
- وهن (عضلي)
- فقدان الحس
- ضعف البصر
- أعراض عصبية
- مشية غير مستقرة
- شلل سفلي تشنجي
- سلس بولي
- مشاكل في السمع
- مشاكل في الكلام
- الاعتبارات التطورية

إن دور عملية تكون الميالين القشري المتطاولة في التطور البشري قد أُدرج كعامل مساهم في بعض حالات الداء المزيل للميالين. على عكس الرئيسيات الأخرى، يُظهر البشر نمطًا فريدًا من تكوّن الميالين بعد البلوغ، والذي قد يساهم في تطور الاضطرابات النفسية والأمراض التنكسية العصبية التي تظهر في مرحلة البلوغ المبكرة وما بعدها. قد تسمح الفترة المتطاولة لتكوين الميالين القشري لدى البشر بفرص أكبر لاضطراب عملية تكوّن الميالين، ما يؤدي إلى ظهور مرض مزيل للميالين. علاوة على ذلك، يمتلك البشر حجمًا أكبر بكثير من المادة البيضاء في الفص الجبهي من الأنواع الرئيسية الأخرى، وبالتالي كثافة ميالين أكبر. زيادة كثافة الميالين في البشر نتيجة تطاول عملية تكون الميالين قد يؤدي إلى نشوء مخاطر تنكسية وخلل وظيفي للميالين. إن الاعتبارات التطورية لدور عملية تكون الميالين القشري المتطاولة كعامل خطر للداء المزيل للميالين هامة بصورة خاصة بالنظر إلى أن علم الوراثة وفرضيات نقص المناعة الذاتية تفشل في تفسير العديد من حالات الداء المزيل للميالين. وحسبما ذُكر، لا يمكن تفسير أمراض كالتصلب المتعدد بالاتكاء على نقص المناعة الذاتية فقط، لكنها توحي بقوة إلى تأثير عمليات النمو المعيبة في إمراضية الداء. لذلك، فإن دور عملية تكوّن الميالين القشري المتطاولة لدى الإنسان يعد اعتبارًا تطوريًا مهمًا في إمراضية الداء المزيل للميالين.

## الأسباب
يحدث هذا المرض نتيجة عددة أسباب منها وراثية، وبعضها عن طريق عوامل معدية، وبعضها من ردود الفعل الذاتية للجسم إذا ما تعرض لتسمم ما.
تنتج الإصابة بداء المزيل للميالين عن مهاجمة الجهاز المناعي للغمد المياليني أو الخلايا المنتجة له والتسبب في التهابه أو تلفة وتأثر الألياف العصبية.

## العلاج
قد يشمل علاج الداء المزيل للميالين عدد من الاجراءات التي تُركز على تقليل أثر النوبة العصبية، تعديل مسار المرض والسيطرة على أعراضه دون توفير علاج جذري.
- العقاقير الدوائية المُرخية للعضلات.
- العلاج الفيزيائي.
- العقاقير المُسكنة للألم

## الاعتبارات التطورية
كان للميالين القشري لفترات طويلة دور في التطور البشري كعامل مساهم في بعض حالات أمراض إزالة الميالين. على عكس الرئيسيات الأخرى، يُظهر البشر نمطًا فريدًا من تكوّن الميالين بعد البلوغ، والذي قد يساهم في تطور الاضطرابات النفسية والأمراض التنكسية العصبية التي تظهر في مرحلة البلوغ المبكرة وما بعدها. قد تسمح الفترة الأكبر لتكوين الميالين القشري عند البشر بفرص أعلى لاضطراب عملية تكوّن الميالين، مما يؤدي إلى ظهور الداء المزيل للميالين. إضافة لذلك، يمتلك البشر حجمًا أكبر بكثير من المادة البيضاء في الفص الجبهي مقارنة بالأنواع الرئيسية الأخرى، مما يعني زيادة كثافة الميالين. قد تكون زيادة كثافة الميالين عند البشر أحد أهم أسباب زيادة مخاطر تنكس الميالين والخلل الوظيفي فيه. الاعتبارات التطورية لدور الميالين القشري لفترات طويلة كعامل خطر للإصابة بمرض إزالة الميالين هامة جدًا، خاصة بعد فشل علم الوراثة وفرضيات نقص المناعة الذاتية في تفسير العديد من حالات مرض إزالة الميالين. لا يمكن تفسير أمراض مثل التصلب المتعدد عن طريق نقص المناعة الذاتية وحده، ولكنها تشير بقوة إلى تأثير عمليات النمو المعيبة في الفسيولوجيا المرضية. لذلك، فإن دور الفترة الطويلة لعملية تكوّن الميالين القشري عند الإنسان ذو اعتبار تطوري مهم في التسبب في مرض إزالة الميالين.

## وبائيًا
تختلف الإصابة بأمراض إزالة الميالين باختلاف الاضطراب. تظهر بعض الحالات المرضية، مثل علامات التابس الظهري، في الغالب عند الذكور وتبدأ في منتصف العمر. يحدث التهاب العصب البصري بشكل تفضيلي عند الإناث عادة بين سن 30 و35 عامًا. تختلف الحالات الأخرى مثل التصلب المتعدد في انتشارها حسب البلد والسكان. قد تظهر هذه الحالة عند الأطفال والبالغين.